# Thyrogonia cyaneotincta
Thyrogonia cyaneotincta là một loài bướm đêm thuộc phân họ Arctiinae, họ Erebidae.